# Ricardo Rúa
Ricardo Rúa, más conocido como Ricky Rúa (Buenos Aires, 28 de enero de 1970 - Ibidem, 16 de junio de 2016) fue un músico argentino, conocido por ser uno de los fundadores de la banda de rock alternativo conocida como Los Brujos. También fue baterista de El Otro Yo cuando los miembros de Los Brujos estaban separados.

## Biografía

### Infancia
Rúa nació el 28 de enero de 1970 en Buenos Aires.
Realizó sus estudios secundarios en ENET Nº1 de Llavallol. Allí junto con Gabriel Manelli y Gabriel Guerrisi, formó en 1986 un trío llamado Salto al Vacío.

### Comienzos
Este combo se cruzaba en los escenarios de Temperley, Lomas de Zamora, Adrogué y Monte Grande con otro grupo, Los Pastrellos, compuesto por Fabio Rey Pastrello en guitarra, Quique Illid en batería y Alejandro Alaci en voz. De la unión de los dos grupos nacieron Los Brujos, que decidió darle un toque sónico, beat y hardcore a su sonido, y además pusieron a Alaci y a Rúa como vocalistas en una dupla adrenalítica, psicótica y enloquecida.

### Los Brujos
El álbum debut "Fin de semana salvaje" se grabó y editó en 1991 y su productor fue Daniel Melero y con sus canciones patentaron el beat core a caballito de canciones como "Kanishka", "La Tía Marcia" y "Fin de semana salvaje". El disco fue muy elogiado, la banda creció en su popularidad, al punto de telonear a Nirvana y a Iggy Pop. El apodo que le asignaron a Rúa para este disco fue "Martirio del Corazón".
La banda grabó su segundo trabajo en 1993 con producción de Daniel Melero y lo titularon "San Cipriano" y ratificó el crecimiento del grupo que realizó la "Gira Caníbal" por 30 ciudades de la Argentina. El apodo que le asignaron a Rúa para este disco fue "Majula".
En el año 1995 editaron su tercer disco "Guerra de nervios", El apodo que le asignaron a Rúa para este disco fue "Mala Yi". y en 1998 anunciaron su separación.

### El Otro Yo
En 2009, Ray Fajardo (Jauría) abandona el grupo y el puesto de baterista es ocupado por Ricky Rúa.
En 2011, los miembros de la banda recorren el país llegando a Tierra del Fuego y países limítrofes como Chile, presentando su último trabajo discográfico.
A fines de junio de 2012, la banda presenta "5ta. dimensión", una nueva producción discográfica, compuesta por 10 canciones.
A principios de 2013 festejan el décimo aniversario del disco "Colmena", con un show el día 23 de febrero en el Teatro Vorterix. La banda cumple 25 años de trayectoria y lo festejan en El teatro de Flores, el día 25 de mayo. 
El 19 de septiembre de ese mismo año sale a la venta "Paltón en la 5ta. dimensión", un disco compuesto por idéntico tracklist que el álbum antenior, aunque cierra la lista el tema "Platón".
Rúa en ese mismo año tuvo que ser reemplazado varias veces por en ese entonces músico invitado Joan Sprei, ya que padecia de una enfermedad que le impedia presentarse con el grupo.
Rúa estuvo en la batería hasta principios de 2014, cuando Los Brujos volvieron a los escenarios.

### Vuelta de Los Brujos
En el 2012 Guerrisi decide tomar viejas grabaciones y comenzar a reunirse con sus viejos compañeros de Los Brujos, entre ellos Rúa, hasta que en 2014, toda la banda decide ponerse a grabar "Pong!". El apodo que le asignaron a Rúa para este disco fue "Elle Iluminati".
La banda volvió a los escenarios el 4 de junio del 2014 en el Festival Ciudad Emergente con Guerrisi, Rúa, Alaci, Fabio Rey, Illid y con Rudie Martinez en teclados y Gregorio Martínez, de Buenos Aires Karma, en bajo.
Desde el 2015 la banda comenzó a dar shows por todo el país y hacia finales de ese mismo año comenzaron a trabajar en nuevas canciones a pesar de la enfermedad que sufría Rúa.

### Muerte
En la madrugada del 16 de junio de 2016, Ricky falleció en Buenos Aires como consecuencia de un cáncer, que sufría tiempo atrás que nunca fue precisado. Tenía 46 años.

## Discografía

### Los Brujos
- Fin de semana salvaje (1991)
- San Cipriano (1993)
- Guerra de nervios (1995)
- Pong! (2015)

### El Otro Yo
- 5ta dimensión (2012)
- Platón en la 5ta dimensión (2013)